# 迤萨镇
迤萨镇，是中华人民共和国云南省红河哈尼族彝族自治州红河县下辖的一个乡镇级行政单位。

## 行政区划
迤萨镇下辖以下地区：
西山社区、跑马路社区、凹腰山社区、勐甸村、勐龙村、齐心寨村、土台村、大黑公村、昆南村和小河村。